# Bohater roku
Bohater roku é um filme de drama polonês de 1987 dirigido e escrito por Feliks Falk. Foi selecionado como representante da Polônia à edição do Oscar 1988, organizada pela Academia de Artes e Ciências Cinematográficas.

## Elenco
- Jerzy Stuhr - Lutek Danielak
- Mieczyslaw Franaszek - Zbigniew Tataj
- Katarzyna Kozak - Majka